# Трупіал чорнокрилий
Трупіа́л чорнокрилий (Icterus chrysater) — вид горобцеподібних птахів родини трупіалових (Icteridae). Мешкає в Мексиці, Центральній і Південній Америці.

## Опис

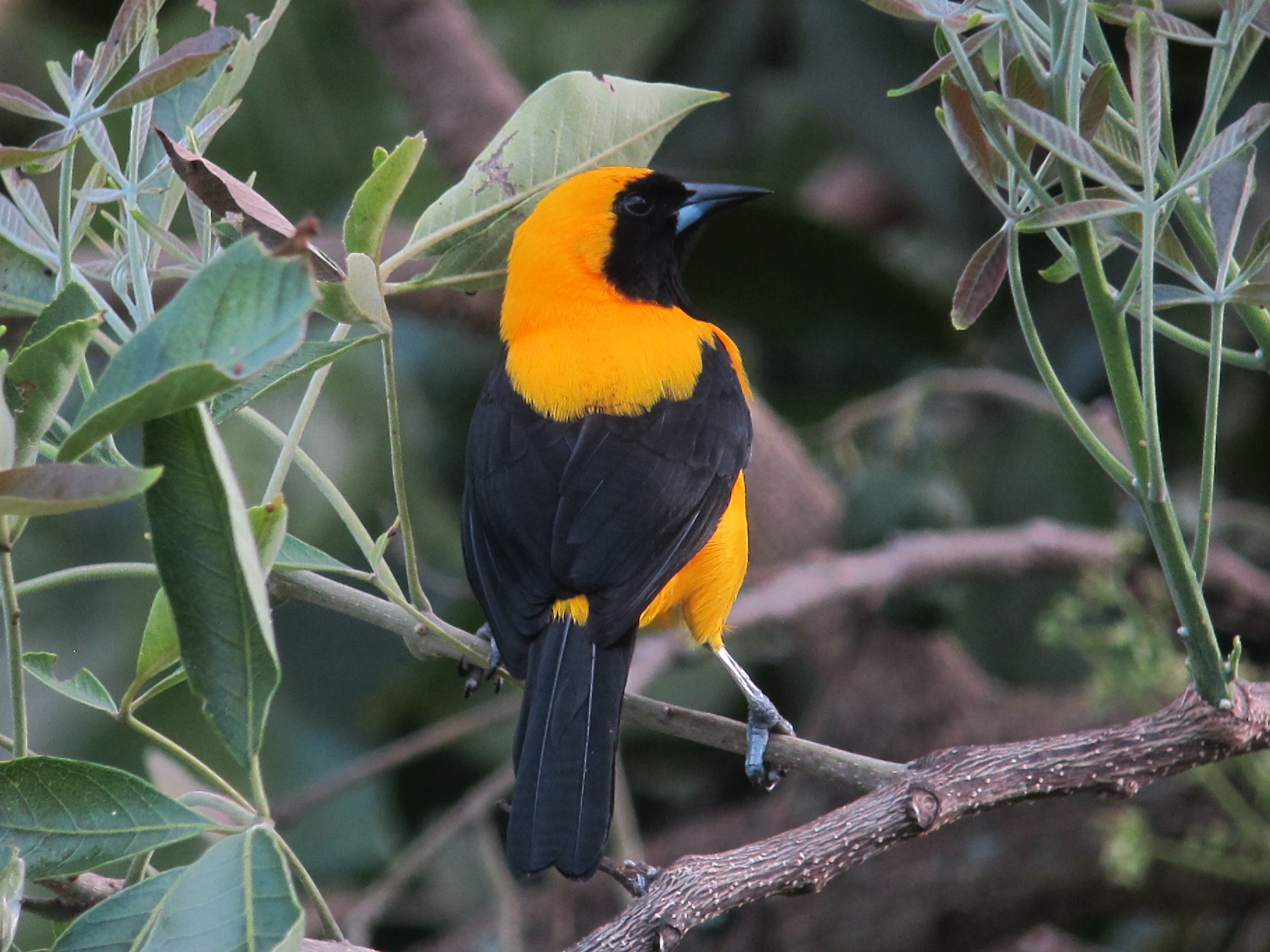
Чорнокрилий трупіал

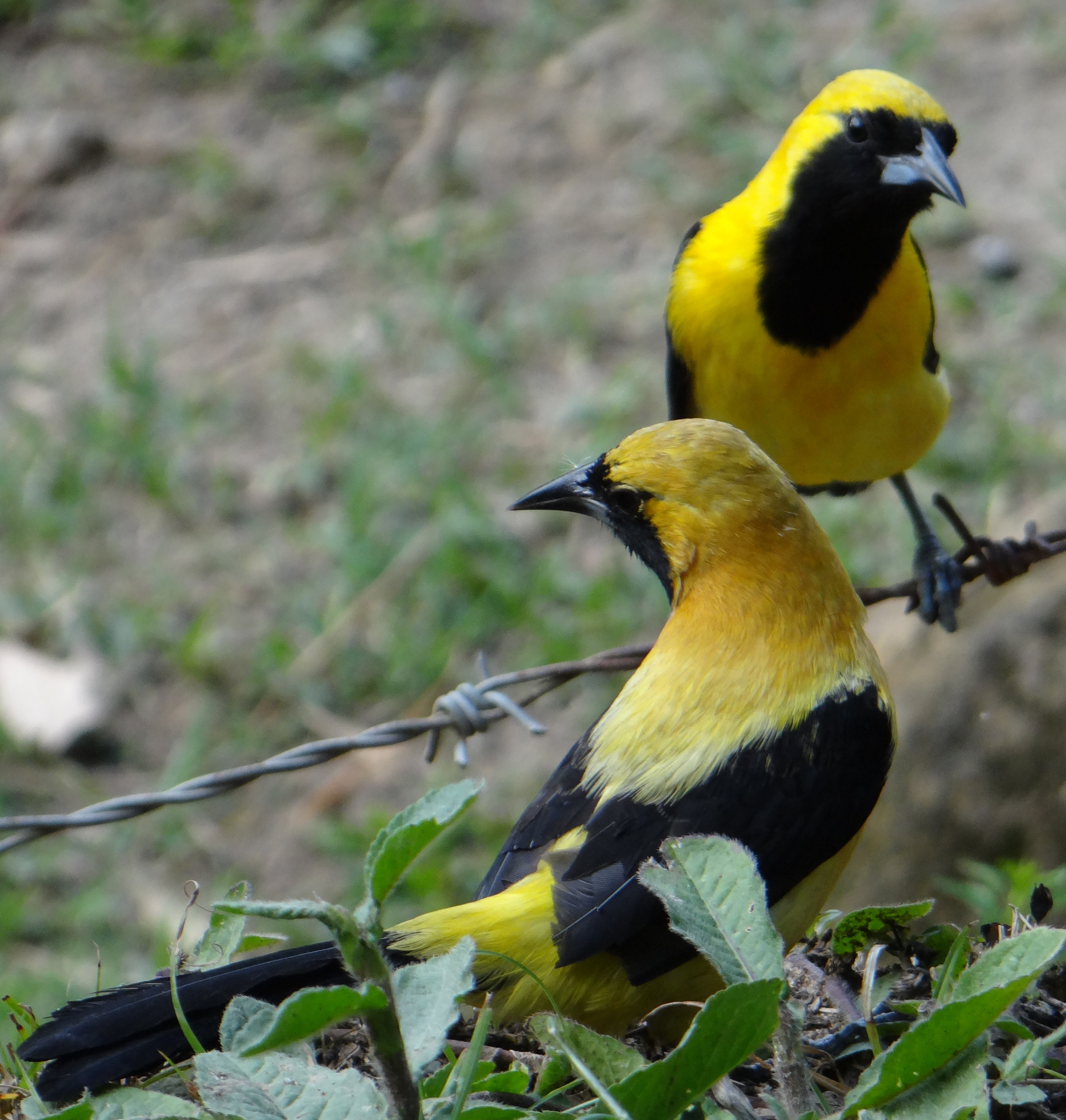
Чорнокрилі трупіали

Довжина птаха становить 21,5 см. Крила, хвіст, плечі, горло і обличчя чорні, решта тіла яскраво-жовта. Дзьоб прямий, загострений, чорний, знизу біля основи сизий. Виду не притаманний статевий диморфізм., хоча у самиць жовті частини оперення мають легкий, слабо помітний зеленуватий відтінок. У молодих птахів цей відтінок більш виражений, а махові пера у них темно-коричневі.

## Підвиди
Виділяють три підвиди:
- I. c. chrysater (Lesson, R, 1844) — від південної Мексики (південний Веракрус) до Беліза, Гватемали і північного Нікарагуа;
- I. c. mayensis Van Rossem, 1938 — північ півострова Юкатан;
- I. c. giraudii Cassin, 1848 — від Панами до північно-західної Венесуели, Колумбії і південно-західного Еквадору.

## Поширення і екологія
Чорнокрилі трупіали мешкають в Мексиці, Гватемалі, Белізі, Сальвадорі, Гондурасі, Нікарагуа, Панамі, Колумбії, Венесуелі і Еквадорі. Вони живуть в різноманітних природних середовищах, однак віддають перевагу відкритим, мішаним сосново-дубовим гірським лісам та сухим чагарниковим заростям, на Юкатані трапляються у вологих тропічних лісах. Зустрічаються парами або сімейними зграйками до 8 птахів, переважно на висоті до 900 м над рівнем моря, місцями на висоті до 2900 м над рівнем моря. Іноді приєнуються до змішаних зграй птахів. Чорнокрилі трупіали живляться комахами та іншими безхребетними, яких шукають під корою або серед епіфітів, а також бананами та іншими плодами і нектаром бальси Ochroma pyramidale та геліконії. Були помічені випадки "крадіжки нектару". коли чорнокрилі трупіали проколювати квітку біля основи і висмоктували нектар.